# Umberto Gelmetti (politico)
Umberto Gelmetti (Verona, 15 settembre 1895 – Roma, 1º gennaio 1956) è stato un politico italiano.

## Biografia
Antifascista, insegnante di lettere all'Istituto tecnico e al Liceo classico di Rovereto, partecipò alla Resistenza cattolica subendo anche un arresto. 
Venne eletto Senatore della Repubblica della Democrazia Cristiana nel 1948 in Trentino Alto Adige nel collegio di Rovereto. Rimase in carica fino al 1953. 
Morì il giorno di Capodanno 1956 all'età di 60 anni.